# Solna
Solna (em sueco: Solnas kommun) é uma comuna da Suécia localizada no condado de Estocolmo. Sua capital é a cidade de Solna. Tem 19.3 quilômetros quadrados e segundo censo de 2018, havia 80 950 habitantes. Está situada ao norte do centro de Estocolmo, mas é parte integrante da área metropolitana desta cidade. É composta pela paróquia de Solna, que já fez par com a extinta paróquia de Råsunda.
A comuna se divide em oito partes tradicionais sem funções administrativas: Bergshamra, Centro, Haga, Hagalund, Huvudsta, Järva, Råsunda, Skytteholm e Ulriksdal. Administrativamente, existe uma junta de 61 membros quadrienalmente eleitos na comuna.